# Cucullia albida
Cucullia albida là một loài bướm đêm trong họ Noctuidae.